# Credo BN 18
A Credo BN 18 autóbuszt a Krankovics István tulajdonában álló győri Kravtex-Kühne Csoport gyártotta. Városi alkalmazásra szánt, alacsony belépésű típuscsaládjának 18 m hosszú csuklós változata. Négy utasajtóval rendelkezik, 2.-ik és 3.-ik ajtónál fel lehet szállni babakocsival ill. kerekesszékkel is.
A típus megtalálható Győr, Komló, Szolnok és Sopron közlekedésében.
A típusból eddig 36 db készült. Mind a 36 db-ot a Volánbusz Zrt. üzemelteti.
A Kravtex 2011-től folyamatosan újította meg típusait, de a BN 18-nak nem készült modernizált változata.

## Lásd még
- Credo EN 9,5
- Credo BN 12
- Credo EN 12
- Credo EN 18